# (10317) 1990 SA15
A (10317) 1990 SA15 a Naprendszer kisbolygóövében található aszteroida. Henry Holt fedezte fel 1990. szeptember 17-én.

## Kapcsolódó szócikk
- Kisbolygók listája (10001–10500)